# 山田村 (福島県)
山田村（やまだむら）は福島県南東部、石城郡に属していた村。現在のいわき市南東部（勿来地区）、鮫川中流左岸にあたる。
なお現在、旧村域に属する大字は山田町、富津町の2つに統合され、いわき市の土地区画整理事業に伴う住所変更がなされていない地域としては珍しく冠称がない。

## 地理
- 山：滝富士
- 河川：鮫川

## 歴史
- 1889年（明治22年）4月1日 - 町村制の施行により、大林村、井上村、上山田村、小山田村、下山田村、富津村が合併して菊多郡山田村が発足。
- 1896年（明治29年）4月1日 - 所属郡が石城郡に変更。
- 1955年（昭和30年）4月29日 - 植田町・勿来町・錦町・川部村と合併して勿来市が発足。同日山田村廃止。
- 1966年（昭和41年）10月1日 - 勿来市が平市・常磐市・磐城市・内郷市、石城郡小川町・遠野町・四倉町・川前村・田人村・好間村・三和村、双葉郡久之浜町・大久村と合併していわき市が発足。

## 交通

### 道路
現在は常磐自動車道が旧村域に通過するが、当時は未開通。